# Ryan (Oklahoma)
Ryan es un pueblo ubicado en el condado de Jefferson en el estado estadounidense de Oklahoma. Tiene una población de 667 habitantes y una densidad poblacional de 273,26 habitantes por km².

## Geografía
Ryan se encuentra ubicado en las coordenadas 34°1′18″N 97°57′15″O / 34.02167, -97.95417 (34.021679, -97.954300).

## Demografía
Según la Oficina del Censo en 2000 los ingresos medios por hogar en la localidad eran de $20,855 y los ingresos medios por familia eran $26,167. Los hombres tenían unos ingresos medios de $22,813 frente a los $15,000 para las mujeres. La renta per cápita para la localidad era de $11,057. Alrededor del 25.4% de la población estaban por debajo del umbral de pobreza.
Ryan es conocido por ser el pueblo donde nació el actor Chuck Norris.